# Pont de la Reine Jeanne (Saint-Benoît)
Pour les articles homonymes, voir Pont de la Reine Jeanne.
Le pont de la Reine Jeanne est un pont situé dans le département des Alpes-de-Haute-Provence, sur la commune de Saint-Benoît en région Provence-Alpes-Côte d'Azur. Il permet de franchir le Coulomp.

## Historique
L'existence d'un pont à l'emplacement du pont actuel est attestée en 1296.
En 1676, la communauté du village de Saint-Benoît demande à l'assemblée de la province la reconstruction du pont qui sert au franchissement de la rivière nécessité par un éperon rocheux. Le dossier est transmis à l'architecte de la province, Louis II Vallon. Un devis est fait en 1681. La construction est mise aux enchères en 1682. L'enchère est remportée par Garcin Pelet, maçon de Saint-Jaumes. Un pont est construit et la réception des travaux est faite en 1685 puis en 1693. Mais il est ruiné rapidement à cause d'un défaut de l'entrepreneur d'après le maire de Saint-Benoît.
En décembre 1712, les commissaires réunis à Lambesc décident «...de faire construire, à nouveau, le pont de Saint-Benoît, sur la rivière Coulomp...». Les procureurs du pays se rendent sur les lieux le 12 septembre 1714. Les procureurs constatent en 1727 que rien n'a été fait. Ils décidèrent de donner suite «au rapport et devis dressé par le sieur Vallon, architecte de la Province... d'autant que l'ouvrage est pressé et requiert célérité».
C'est à la sixième enchère, le 15 février 1728, que le travail est confié à Joseph Blanc, charpentier au Fugeret pour la somme de 6 180 livres. Le prix est passé par convention à 9 180 livres, le 22 avril 1728. La durée des travaux est de 2 ans. La construction a duré jusqu'en 1729. La réception des travaux est faite en 1734, puis confirmée en 1743.
La structure de la maçonnerie du pont en double rouleau, le premier en pierres bien appareillées, le second plus fruste, est semblable à celle du pont du Fugeret.
Au XVIIIe siècle le pont est appelé pont de Saint-Benoît. Le nom de pont de la Reine Jeanne est donc récent.
L'édifice est inscrit au titre des monuments historiques le 19 janvier 1928.
Son nom se réfère probablement à Jeanne Ire de Naples.
Dans le cadre de la Mission patrimoine 2024, une aide d'un montant de 50 000 euros est allouée pour contribuer au manque d'entretien qui rend le monument sensible aux intempéries et à l'érosion des matériaux de construction.

## Dimensions principales
- ouverture : 29 m
- hauteur de la clé de l'arc : 12,5 m
- longueur du tablier au niveau des parapets : 42,15 m
- largeur de la chaussée entre parapets : 2,70 m
- épaisseur des parapets : 0,40 m
- largeur de la culée en rive droite : 4,20 m